# Elizabeth Fraser
Elizabeth Fraser (Grangemouth, 29 agosto 1963) è una cantante britannica.
Nota principalmente per essere stata la vocalist dei Cocteau Twins lungo tutta la loro carriera (1980-1998), si è in seguito distinta per la partecipazione come cantante ospite a lavori di altri artisti: celebre la sua interpretazione nel singolo Teardrop dei Massive Attack.
Il suo stile vocale e i suoi testi, astratti e indecifrabili, insieme alle musiche lente e psichedeliche hanno dato vita al dream pop.

## Biografia

### Con i Cocteau Twins
Partiti da suoni tenebrosi e claustrofobici, eredi della musica dei Siouxsie and the Banshees, nel 1984 la formazione (rimasta un duo dopo l'abbandono del bassista Will Heggie alla fine del 1983) si consoliderà con l'arrivo di Simon Raymonde, bassista e tastierista, così come succederà con il sound che, con il terzo album del gruppo, Treasure, diventerà quello che sarà universalmente riconosciuto come dream pop, caratterizzato da melodie e arrangiamenti del tutto privi di una struttura fissa, che portano l'ascoltatore in un mondo onirico e visionario, il tutto reso ancora più ancestrale dalla voce cangiante della Fraser che, cantando testi astratti e enfatizzati a tal punto da sembrare indecifrabili, passa magistralmente da una voce appena sussurata a picchi vocali e grida angosciate.
Assieme ai Dead Can Dance sono stati per la prima metà degli anni '80 il gruppo di punta della cosiddetta musica darkwave e della stessa etichetta che li rappresentava, la 4AD. Frequenti le collaborazioni con i Dif Juz, sia in studio che durante i live, nonché col progetto This Mortal Coil, con il quale realizzerà uno dei brani indie più famosi della storia, la cover di Song to the Siren, brano degli anni '70 di Tim Buckley, ideato dal produttore Ivo Watts-Russel e formato da componenti di gruppi della stessa etichetta 4AD.
Durante gli anni in cui fece parte dei Cocteau Twins, collaborò anche con numerosi altri artisti come i Felt, Orbital (the Omen), The Future Sound of London (Lifeforms), The Wolfgang Press, Ian McCulloch e Jeff Buckley con il quale realizzò il brano: All flowers in time bend towards the sun.

### Collaborazioni dopo i Cocteau Twins
Dopo lo scioglimento dei Cocteau Twins nel 1998, Elizabeth Fraser continuò a collaborare con molti artisti, fra cui Craig Armstrong, Massive Attack e Peter Gabriel. Contemporaneamente ha composto brani per le colonne sonore di svariati film, come In Dreams, Cruel Intentions - Prima regola non innamorarsi, The Winter Guest e Il Signore degli Anelli - La Compagnia dell'Anello; è apparsa occasionalmente in collaborazioni speciali con altri artisti.
Nel 2005 ha partecipato all'album di Yann Tiersen Les Retrouvailles. Canta in Kala e Mary.

### Carriera solista
Al contrario delle collaborazioni, la carriera solista di Elizabeth è stata piuttosto limitata. Nel 2000 è uscito un white label chiamato Underwater, in edizione limitata a 200 esemplari. Ha contribuito alla cover di At Last I'm Free degli Chic, nell'album Stop Me If You Think You've Heard This One Before uscito nel 2003. Nel 2004 è stata invitata ad un'esibizione al London's Victoria and Albert Museum per il quale ha prodotto un pezzo, "Expectant Mood", non disponibile in commercio. A dicembre del 2006 New Musical Express riporta una possibile uscita di un album solista di Elizabeth verso primavera del 2007. L'album conterrà otto tracce, tra i quali una cover. Nel 2009, dopo un lungo silenzio, la cantante pubblica finalmente un singolo, Moses, brano elettronico dedicato alla memoria di Jake Drake-Brockman, amico intimo e collaboratore musicale del suo compagno Damon Reece, morto in un incidente stradale nel settembre 2009. Dopo quattordici anni di assenza dalle scene, la Fraser annuncia nel suo sito ufficiale, inattivo da diversi anni, che si sarebbe esibita in concerto per tre date, il 4 agosto 2012 presso il Bath Pavilion, situato nei dintorni di Bath, nel Somerset e il 6 e 7 agosto durante il Meltdown Festival, una delle più importanti rassegne musicali del Regno Unito, quest'anno presieduta da Antony Hegarty di Antony and the Johnsons, dove avrebbe proposto personali re-interpretazioni di alcuni brani dei Cocteau Twins, più altri brani inediti che sarebbero poi stati inseriti in un album di imminente uscita.

## Discografia

### Con i Cocteau Twins
Album in studio
- 1982 - Garlands
- 1983 - Head over Heels
- 1984 - Treasure
- 1986 - Victorialand
- 1986 - The Moon and the Melodies
- 1988 - Blue Bell Knoll
- 1990 - Heaven or Las Vegas
- 1993 - Four-Calendar Café
- 1996 - Milk & Kisses

### Con i This Mortal Coil
Album in studio
- 1984 - It'll End in Tears
- 1986 - Feeligree & Shadow
- 1991 - Blood
- 1998 - ... smile's ok

### Da solista
Album in studio
- 1993 - Peace Together
- 2000 - Underwater

EP
- 2009 - Moses

Singoli
- 2000 - Underwater

## Collaborazioni
- 1984 - The Wolfgang Press Scarecrow
- 1985 - Dif Juz Extractions (4AD)
- Harold Budd - The Moon & The Melodies, 4AD (1986)
- Roach 7" Version, (1986)
- The Wolfgang Press - Standing Up Straight, (1986)
- Ian McCulloch - Candleland, (1989)
- MIR (aka Markus Junker)
- Ian McCulloch - Mysterio, (1992)
- Felt - Primitive Painters, The Day The Rain Came Down, (1992)
- Medicine - Sounds of Medicine, (1994)
- Future Sound of London - Lifeforms (brani Lifeforms Path I, II, III e IV), (1994)
- Fuel - Timeless EP, (1994)
- The Crow (brano Time Baby III), WEA/ATLANTIC (1994)
- The Bathers - Sunpowder (brani The Dutch Venus, Danger In Love, The Angel on Ruskin e The Night is Young) (1995)
- Moose - Live A Little, Love A Lot (brano Play God) (1995)
- Spooky - Found Sound (brani Hypo-Allergenic e Consume) (1996)
- Craig Armstrong - The Space Between Us, Melankolic (1998)
- The Winter Guest (brano Take Me With You), Universal (1998)
- Massive Attack - Mezzanine (brani Teardrop, Black Milk e Group Four), Melankolic (1998)
- Simon Raymonde - Blame Someone Else, Bella Union (1998)
- In Dreams (brano Dream Baby), Universal (1999)
- Peter Gabriel - Ovo (brani Downside Up e Make Tomorrow), EMI (2000)
- The Lord of The Rings: The Fellowship of the Ring (brano Lothlorien), Warner Brothers (2001)
- The Lord of The Rings: The Two Towers (brano Isengard Unleashed), Warner Brothers (2002)
- All Flowers In Time Bend Towards The Sun - Jeff Buckley feat. Elizabeth Fraser
- Yann Tiersen - Les Retrouvailles, EMI (2005)